# Elèctrode estàndard d'hidrogen
Un elèctrode estàndard d'hidrogen o elèctrode normal d'hidrogen és un elèctrode redox que forma la base de la taula de potencials estàndards de reducció. El seu potencial absolut s'estima en 4.44 ± 0,02-25 °C, però per realitzar una base de comparació amb qualsevol altra reacció electrolítica, el potencial electrolític de l'hidrogen (L0) es fixa com a 0 en totes les temperatures.
Els potencials de qualsevol altre elèctrode es compara amb l'estàndard a la mateixa temperatura.
L'elèctrode d'hidrogen es basa en la semicel·la redox:
2H + (aq)+2e  -  → H  2  (g)
Aquesta reacció d'oxidació-reducció ocorre en un elèctrode de platí.
L'elèctrode és submergit en una solució àcida i es bombeja hidrogen gasós a través d'ell. La concentració de formes oxidades i reduïdes es manté com una unitat. Això implica que la pressió d'hidrogen gasós és igual a 1 bar i la concentració d'hidrogen en la solució és 1 mol.
L'equació de Nernst es desenvolupa així:
{\displaystyle E={RT \over F}\ln {a_{H^{+}} \over (p_{H_{2}}/p^{0})^{1/2}}}
o
{\displaystyle E=-{2.303RT \over F}pH-{RT \over 2F}\ln {p_{H_{2}}/p^{0}}}
on:
- a   H+ és l'activitat dels ions d'hidrogen, a H+  = f  H +  C  H + /C  0
- p  H  2   és la pressió parcial de l'hidrogen gasós, en pascals, Pa
- N és la constant universal dels gasos ideals
- T és la temperatura, en kèlvins.
- F és la constant de Faraday (càrrega per mol d'electrons), igual a 9.6485309 * 10  4  C mol  -1
- p 0 és la pressió estàndard 10  5  a Pa

## Per què platí?
L'ús de platí per a l'elèctrode d'hidrogen es deu a diversos factors:
- Material inert, que no es corroeix.
- Capacitat per catalitzar la reacció de reducció de protons.
- Alt intercanvi intrínsec de densitat per a la reducció de protons.
- Excel·lent reproducció del potencial (igual o menor que 10 μV) quan dos elèctrodes ben construïts es comparen amb altres.[2]

La superfície del platí es platinitza, és a dir, es cobreix amb una capa de negre de platí per la qual cosa cal:
- Utilitzar un elèctrode amb gran superfície real. Com més gran és la superfície real, més gran és la cinètica de l'elèctrode.
- Utilitzar un material que pugui absorbir hidrogen com a interfase. La platinització millora el rendiment de l'elèctrode.

No obstant això, altres metalls poden utilitzar per construir elèctrodes d'utilitat similar, per exemple pal·ladi.
| Material de l'elèctrode | Densitat de intercanvi normal -log 10 (A/cm²) |
| ----------------------- | --------------------------------------------- |
| Pal·ladi                | 3.0                                           |
| Platí                   | 3/1                                           |
| Rodi                    | 3.6                                           |
| Iridi                   | 3/7                                           |
| Níquel                  | 5/2                                           |
| Or                      | 5/4                                           |
| Tungstè                 | 5/9                                           |
| Niobi                   | 6/8                                           |
| Titani                  | 8/2                                           |
| Cadmi                   | 10/8                                          |
| Manganès                | 10/9                                          |
| Plom                    | 12.0                                          |
| Mercuri                 | 12/3                                          |

## Interferència
A causa de l'alta activitat d'absorció de l'elèctrode platinitzat és molt important protegir la superfície del mateix i la solució contra la presència de substàncies orgàniques o d'oxigen de l'atmosfera. Els ions inorgànics que poden reduir a un estat de valència més baixa també han de ser evitats (per exemple Fe  3+, CrO  4   2 - ).
Els cations que poden reduir un dipòsit sobre el platí també poden ser font d'interferència: argent, mercuri, coure, plom, cadmi i tal·li.
Les substàncies que poden desactivar la catàlisi inclouen a l'arsènic, sulfits i altres compostos de sofre, substàncies col·loïdals, alcaloides, i material biològic en general.

## Construcció
Esquema d'un elèctrode estàndard d'hidrogen:
1. Elèctrode de platí platinitzat.
2. Bombament d'hidrogen.

Esquema d'un elèctrode estàndard d'hidrogen

3. Solució àcida amb activitat de H + = 1 mol kg  -1
4. Sifó per prevenir la interferència d'oxigen.
5. Dipòsit a través del qual pot connectar el segon semielement de la cel·la galvànica. Això crea una connexió de conductivitat iònica cap a l'elèctrode d'interès.